# New Kid in Town
New Kid in Town ist ein Lied von den Eagles aus dem Jahr 1976, das von Don Henley, Glenn Frey und J. D. Souther geschrieben wurde. Es erschien auf dem Album Hotel California.

## Geschichte
J. D. Souther schrieb zunächst nur den Refrain. Souther zufolge war die Band der Ansicht, das Stück würde ein Hit werden, doch er wusste nicht, wie er es zu einem kompletten Lied ausbauen konnte. Etwa ein Jahr später trafen sich Frey und Henley zum Schreiben der Songs für das Album Hotel California. Da präsentierte Souther ihnen den Refrain und zu dritt wurde das Lied vollendet.
Später sagte Souther, das Lied sei als Ergebnis ihrer „fascination with gunfire as an analogy“ (deutsch: Faszination für Gewehrfeuer als Analogie) zustande gekommen, und fügte hinzu: „At some point some kid would come riding into town that was much faster than you and he'd say so, and then he'd prove it.“ (deutsch: Irgendwann mal wird ein Typ in die Stadt kommen, der viel schneller ist als du, und das wird er erst sagen und dann beweisen.) Er ergänzte: „We were just writing about our replacements.“ (deutsch: Wir schrieben über die, die uns ablösen werden.) Ähnlich äußerte sich Henley über die Bedeutung des Songtextes in den Liner Notes des Albums The Very Best Of:

“It’s about the fleeting, fickle nature of love and romance. It’s also about the fleeting nature of fame, especially in the music business. We were basically saying: ‘Look, we know we’re red hot right now but we also know that somebody’s going to come along and replace us — both in music and in love.’”

„Es geht um die flüchtige, unbeständige Natur von Liebe und Romantik. Es geht auch um die Vergänglichkeit von Ruhm, vor allem im Musikgeschäft. Wir haben im Grunde gesagt: ‚Schau, wir wissen, dass wir momentan angesagt sind, aber wir wissen auch, dass uns jemand verdrängen wird — sowohl in der Musik als auch in der Liebe.‘“

Über den Text wurde gemunkelt, er handele von Bruce Springsteen, der zur Zeit der Songentstehung gerade zu Bekanntheit gelangt war, was Souther jedoch dementierte.
Eagles-Biograf Marc Elliot sagte, New Kid in Town beschreibe einen bestimmten Moment, der sehr eindrucksvoll sei und vertraut jedem Kerl, der schon einmal den Gefühlsmix aus Schmerz, Eifersucht, Unsicherheit, Wut und Kummer erlebt habe, der sich einstellt, wenn derjenige herausfindet, dass seine Freundin einen anderen besser findet und weg ist. Elliot fügte hinzu, der Text enthalte auch abstrakte Themen wie die wankelmütige Natur der Musen und der Massen.
Auf seinem Debütalbum I Can’t Stand Still spielt Henley auf New Kid in Town mit dem Song Johnny Can’t Read an.
Im Jahr 2016 bewerteten Redakteure des Rolling Stone New Kid in Town als das fünftbeste Lied der Eagles, das als exquisites Beispiel südländisch anmutender Melancholie mit komplexen überlappenden Harmonien gelobt wurde. Dank der Komposition gewann die Band mit dem Song bei den Grammy Awards 1978 in der Kategorie Bestes Gesangsarrangement.
Den Hauptgesangspart übernahm Glenn Frey, während Don Henley die zweite Stimme im Song sang. Randy Meisner spielte die Guitarrón, Don Felder die E-Gitarre und Joe Walsh das Hybridpiano.
Die Veröffentlichung war am 2. Dezember 1976. In den Vereinigten Staaten und in Kanada war der Softrocksong ein Nummer-eins-Hit.

## Coverversionen
- 1977: Frank Farian (Sie war erst siebzehn und neu in der Stadt)
- 1993: Glenn Frey
- 1994: Royal Philharmonic Orchestra
- 1994: Trisha Yearwood
- 2006: Kikki Danielsson